# 1921 год в авиации
Список событий в авиации в 1921 году.

## События
- 4 марта — первый взлёт и катастрофа экспериментальной летающей лодки-авиалайнера Caproni Ca.60.
- 1 мая — открыта первая почтово-пассажирская авиалиния Москва-Орёл-Харьков на самолётах «Илья Муромец».

### Без точных дат
- Первый полёт французского пассажирского самолёта Potez IX.
- Первый полёт французского пассажирского самолёта Potez X.
- Первый полёт чешского пассажирского самолёта Aero A.8.[1]
- Основана авиакомпания Mexicana.

### Авиакатастрофы
- Зима — во время испытательного полёта разбился дирижабль Астра.
- 6 сентября — при заходе на посадку в парижском аэропорту Лё-бурже разбился Potez IX. Все 5 человек на борту погибли.[2]

## Персоны

### Родились
- 12 марта — Амелин, Алексей Степанович, советский офицер, командир эскадрильи 240-го истребительного авиационного полка 302-й истребительной авиационной дивизии 4-го истребительного авиационного корпуса 5-й воздушной армии 2-го Украинского фронта. Герой Советского Союза (26.10.1944), старший лейтенант, полковник в отставке.
- 28 марта — Гаранин, Алексей Дмитриевич, советский лётчик-бомбардировщик, один из пионеров авиации дальнего действия, Герой Советского Союза. Участник бомбардировок Берлина, Данцига, Кёнигсберга, Тильзита и других городов фашистской Германии и её союзников. Погиб при выполнении боевого задания, направив горящий самолёт на склад боеприпасов противника. Совершил более 400 боевых вылетов.
- 26 апреля — Яковлев, Николай Яковлевич, участник Великой Отечественной войны, командир эскадрильи 140-го гвардейского штурмового авиационного полка 8-й гвардейской штурмовой авиационной дивизии 2-й воздушной армии 1-го Украинского фронта, Герой Советского Союза.
- 15 мая — Астахов, Иван Михайлович, военный лётчик, командир эскадрильи 49-го истребительного авиационного полка (309-я истребительная авиационная дивизия, 1-я воздушная армия, Западный фронт), капитан, Герой Советского Союза (посмертно).
- 18 августа — Литвяк, Лидия Владимировна, Герой Советского Союза, лётчик-истребитель, командир авиационного звена, гвардии младший лейтенант. В возрасте неполных 22 лет погибла в бою над Миус-фронтом.
- 26 августа — Воробьёв, Иван Алексеевич, дважды Герой Советского Союза (1944; 1945), полковник (1956), военный лётчик.
- 21 октября — Баранов, Михаил Дмитриевич, выдающийся советский лётчик-истребитель. Герой Советского Союза. За период боевых действий произвёл 285 боевых вылетов, провёл 85 воздушных боев, сбил лично 24 и в группе — 28 самолётов противника.

### Скончались
- 17 марта — Николай Егорович Жуковский выдающийся русский учёный, создатель аэродинамики как науки.
- 23 июля — Слесарев, Василий Андрианович, русский авиаконструктор, ученик Н. Е. Жуковского, создатель крупнейшего для того времени двухмоторного самолёта-бомбардировщика «Святогор». Убит при загадочных обстоятельствах.
- 13 октября — Ульянин, Сергей Алексеевич, российский авиаконструктор, воздухоплаватель, военный лётчик. Инициатор практического применения аэрофотосъёмки в военном деле, создатель конструкции оригинального разборного самолёта.